# Bagad Bro Kemperle
Le Bagad Bro Kemperle est un ensemble traditionnel de musique bretonne originaire de Quimperlé, entre le pays de l’Aven et le Vannetais, dans le Finistère. Son ouverture d'esprit l'amène à convier instruments et compositions modernes, à participer à des spectacles de jazz, de rock.
Il est amené à se produire régulièrement à l'étranger (Lausanne, Valladolid, Vienne) et aux côtés d'artistes de renom (Jean Jacques Goldman, Louis Sclavis, Sylvain Kassap, Alan Simon, Henri Texier, Gilles Servat, Les Ramoneurs de Menhirs…).

## Histoire

### Création et débuts
C’est à l’occasion de la pose d’une plaque commémorative en l’honneur de l’illustre sonneur Matilin an dall que naît l’idée d’un bagad quimperlois. Ainsi, nait la Kevrenn Duik en 1949, à l’instigation de Robert Favennec et Georges Hotte, créant ainsi une des premières formations de ce type en Bretagne. En effet, en cette période d’après-guerre, un nouveau mouvement musical venait de voir le jour sous l’impulsion d’une poignée de sonneurs d’un nouveau genre, dont le désormais célèbre Polig Montjarret.
Deux ans plus tard, en 1951, le bagad se classe premier ex æquo avec la Kevrenn C’hlazik (Quimper) au concours organisé lors des fêtes de la forêt de Toulfoën, le pardon des oiseaux.

### Installation dans l'élite
En 1976, le bagad accède en première catégorie sous la houlette d’une nouvelle équipe menée par Pierrick Tanguy, Jean-Pierre Moing et Jean-Pierre Meneghin.
Dans les années 1980, le bagad commence à s’ouvrir vers d’autres genres musicaux que celui typiquement breton. Le Bagad se produit et enregistre avec des jazzmen de classe internationale, tel que les saxophonistes Lol Coxhill et Peter Brotzmann, le contrebassiste Henri Texier, le clarinettiste Louis Sclavis, les batteur Günter Sommer et Jacques Mahieux ou encore les tubistes Michel Godard et Marc Steckar.
Cette équipe verra ses efforts récompensés en 1989 par son premier titre officiel de champion de Bretagne des bagadoù. Concours mémorable où sonneurs et batteurs s’étaient présentés devant le public lorientais en habits de Chouans et uniformes de soldats de la République! Bicentenaire oblige…
En 1995, la création nommée Bagadoù du Tonnerre, en collaboration avec le Bagad Brieg et le Bagad Locoal-Mendon, met en œuvre un concert complet, présenté aux Tombées de la Nuit (Rennes), aux Vieilles Charrues (Carhaix), ou encore à la Villette (Paris). 
À la fin des années 1990, l’arrivée de Christophe Morvan lance le bagad dans une phase différente, avec la collaboration avec des artistes de pop-rock, tels que Nomadi (Italie), Celtas Cortos (Espagne), Magma et Jean-Jacques Goldman, ou des participations à des productions importantes, telles qu'Excalibur ou Gaïa, dirigés par Alan Simon, comprenant des artistes de renommée mondiale, tels que Zucchero ou Supertramp. Cette nouvelle voie inspira largement le bagad en présentant des suites quelque peu "Rock’n Roll" ou encore teintées de jazz lors des concours de bagadoù.
Entre 1992 et 2003, le bagad organise le festival "Musiques Mosaïque", dont le titre reflète la volonté du groupe de créer un grand espace musical. Les groupes Celtas Cortos, Soldat Louis, Les Trompettes du Mozambique, Skolvan et bien d'autres s'y sont d’ailleurs produit.
En 1998, le bagad s'agrandit en créant un "ensemble école" pour former de jeunes musiciens : le Bagadig, qui obtient d’excellents résultats lors des concours. 
Aujourd’hui, l'ensemble au grand complet est fort de 45 musiciens et de 30 années d’expérience parmi l'élite des bagadoù. Et ce sont près de 80 musiciens entre bagad et bagadig.

### Histoire récente

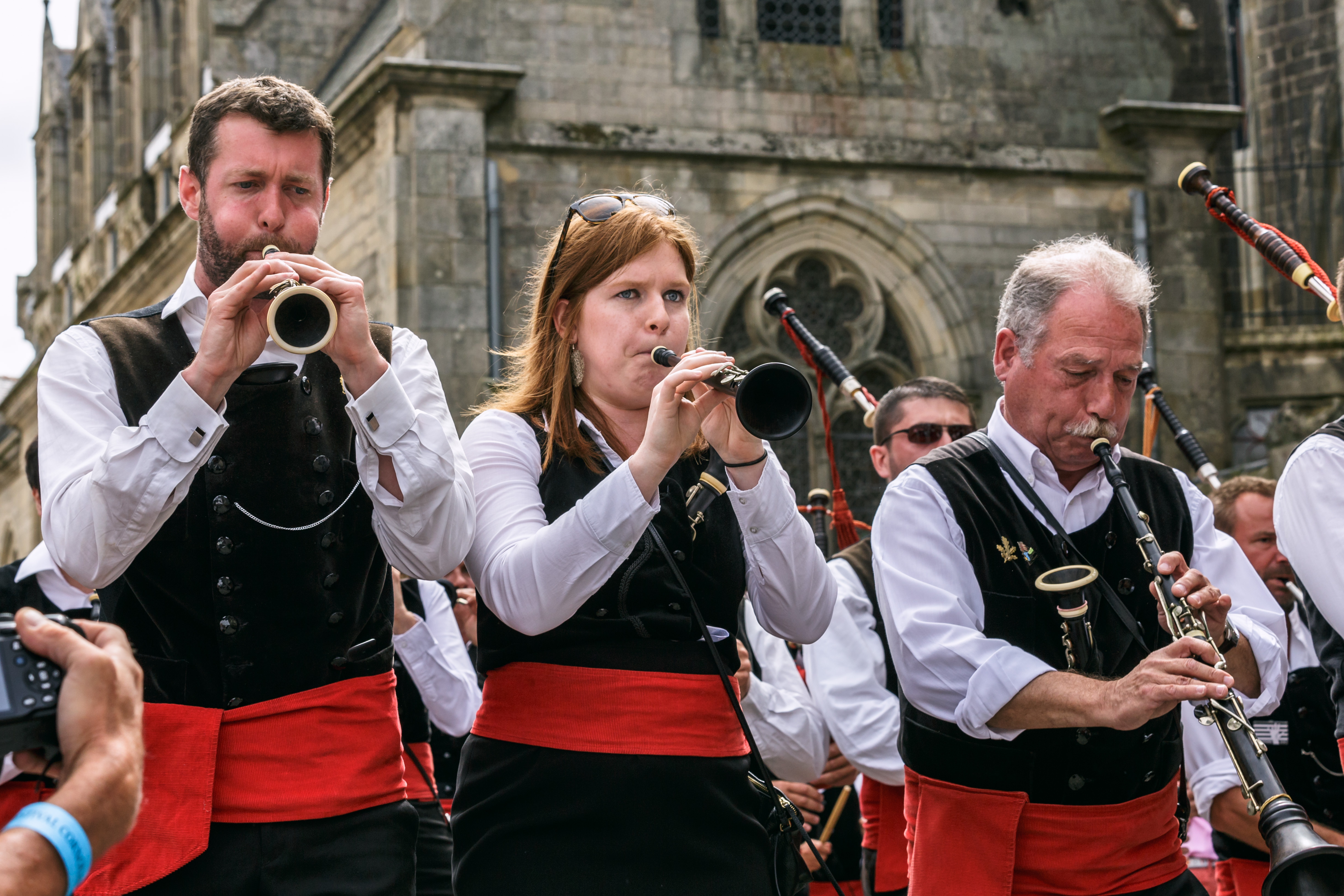
Les sonneurs de bombardes lors du défilé au festival de Cornouaille 2016.

En 2009, à l’occasion de son 60e anniversaire, le bagad crée le spectacle "Les Guetteurs du Temps", où il rend hommage à la ville de Quimperlé et ses personnalités célèbres. Avec la participation de plusieurs musiciens (guitares basse et acoustique, cuivres, accordéon) il mélange musique traditionnelle et moderne.
En compétition, le BBK connait une saison 2012 décevante avec une 10e place, et change ainsi de président et de penn-sonneur à l'issue de celle-ci,.

## Direction musicale
- Penn Soner : Corentin Dono

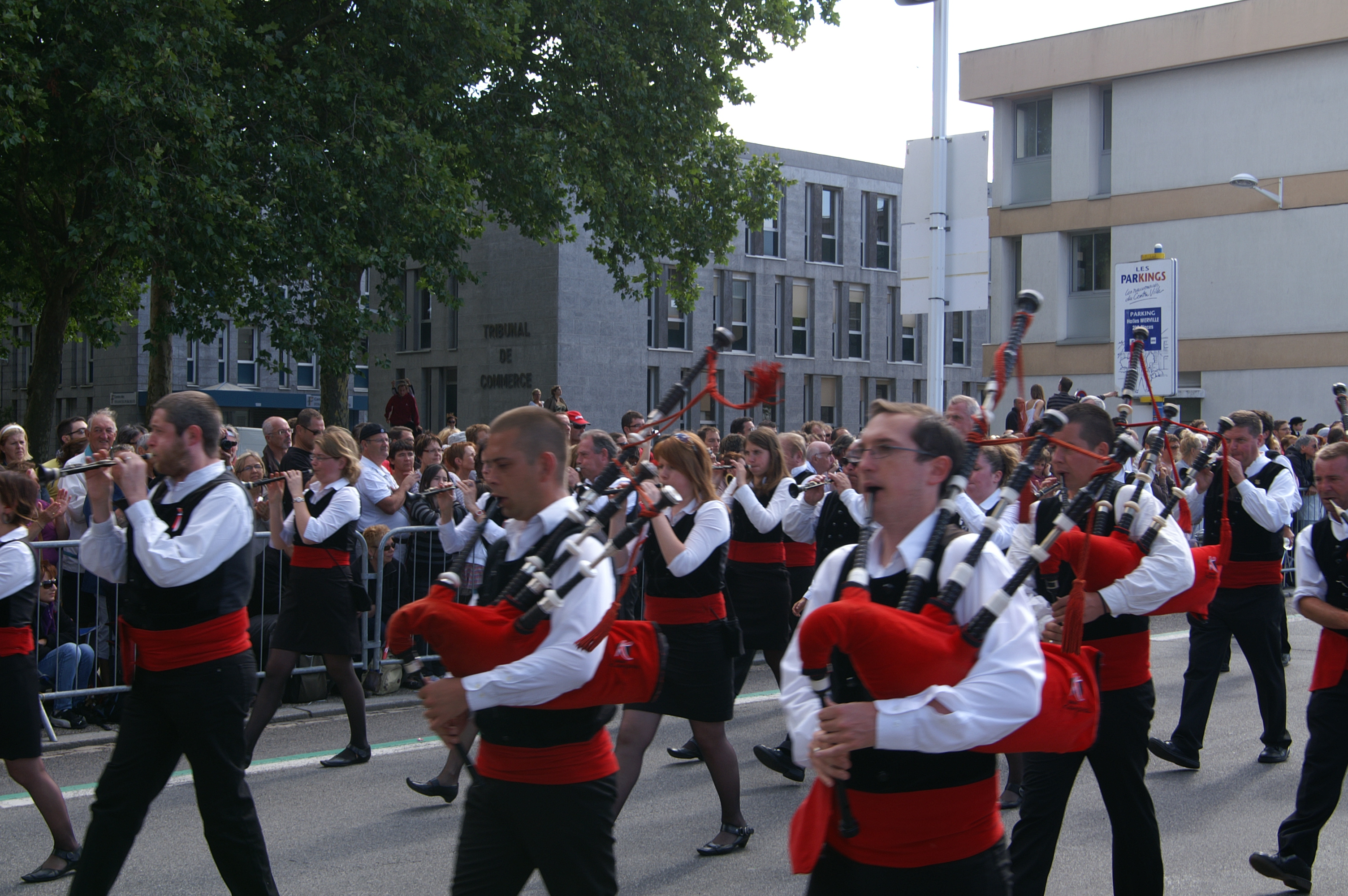
Défilé au Festival interceltique de Lorient 2011

- Penn Talabarder (responsable bombardes) : Marianne Quéro
- Penn Biniaouer (responsable cornemuses) : Anne-Clémence Van Langhenhove
- Penn Tambouliner (responsable caisses claires) : Maël Pavec

## Discographie
- 1978 : Bagad Kemperle (33 tours)
- 1986 : La Légende du Pousseur du Dourdu (compositions : Pierrick Tanguy)
- 1993 : Kejadenn (compositions : Pierrick Tanguy)
- 1999 : Ar Gouriz Ruz (compositions : Jean-Pierre Moing, Laurent Nenez, Christophe Morvan et Jean-Louis le Vallegan)
- 2009 : Da Bep Lec'h (compositions : Jean-Pierre Moing, Laurent Nenez, Pascal François, Christophe Morvan et Yannick Craff)

## Collaborations
- 1993 : Celtophonie et Bagadapack - artistes : Marc Steckar, Ensemble Steckar Tubapack, les Cuivres de Lorient
- 1997 : Le Strade, Gli amici, Il concerto (Best Live) - artiste : Nomadi
- 1999 : Excalibur, le concert mythique - artistes : Alan Simon, Dan Ar Braz, Gildas Arzel, Angelo Branduardi, Fairport Convention, Roger Hodgson, Didier Lockwood, Nikki Matheson, Carlos Núñez, Denez Prigent, Bohinta, Tri Yann, Gabriel Yacoub, l'Orchestre symphonique de Prague, les Chœurs Bulgares "Philippolis"

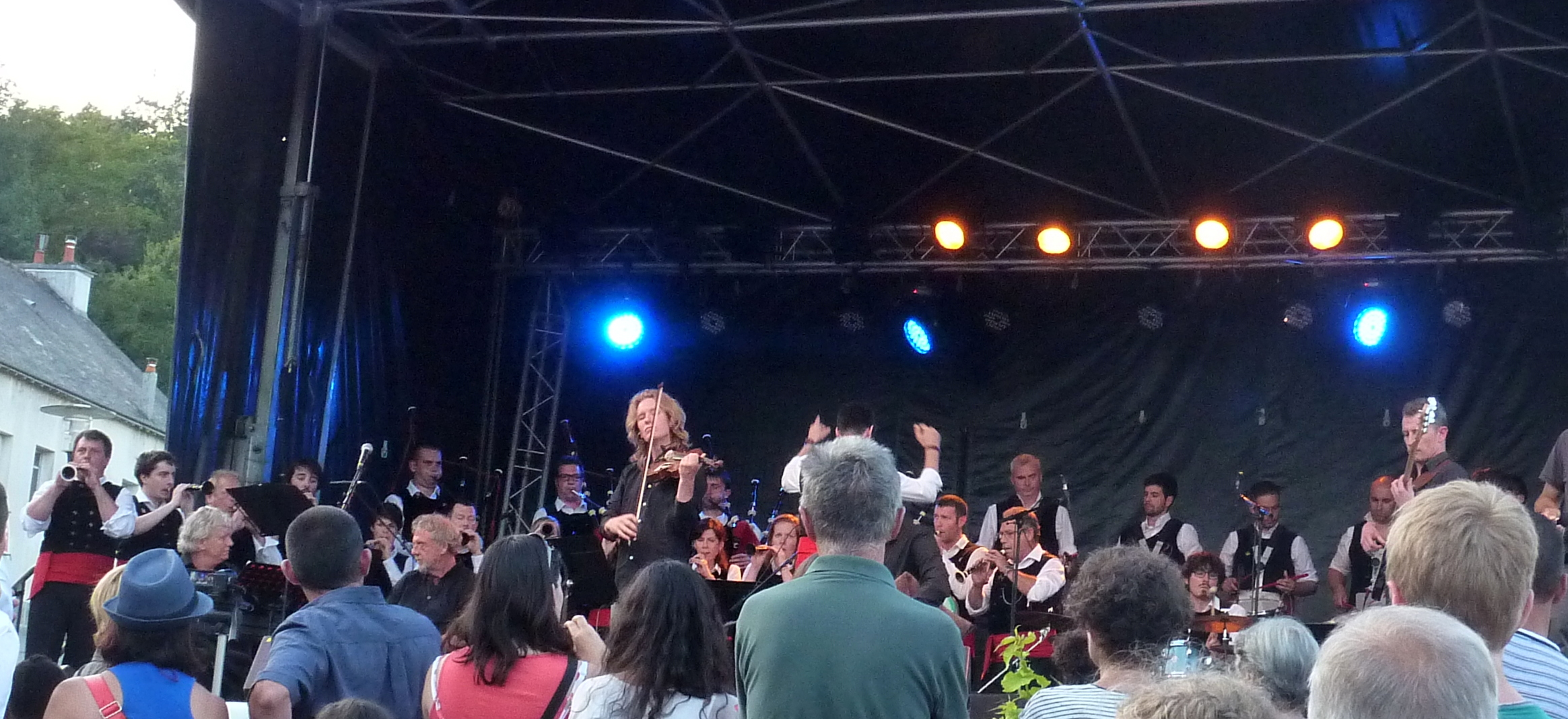
"L'Amour Kerne" avec le Bran Project et Gilles Servat

- 2001 : Chansons pour les Pieds - artiste : Jean-Jacques Goldman
- 2003 : Gaïa - artistes : Alan Simon, Zucchero, Cesaria Evora, Jane Birkin, Manu Dibango, Didier Lockwood, Steve Shehan & Lulendo, Jeremy Spencer / Mick Fleetwood, Billy Preston, Paolo Fresu, Anggun, Tambours du Bronx, John Helliwell, Justin Hayward, Orchestre Symphonique de Prague, Jean Reno
- 2003 : Bagadoù, l'anthologie (compilation Coop Breizh)
- 2004 : Keltiafrica - Le Mystère Celte rencontre la magie Africaine (Bateau Bleu Prod / Coop Breizh) - collectif : Didier Guyot, Doudou N'diaye Rose, Gilles Servat...
- 2014 : Amour Kerne - groupe jazz-funk brestois Bran Project et Gilles Servat (textes de Xavier Grall)[4]
- 2017: Breizh Anok - artiste : Les Ramoneurs de Menhirs